# サンリブ・マルショクグループ
サンリブ・マルショクグループは、株式会社サンリブを中核とする企業グループである。業態は「総合スーパー」のチェーンである。

## 概要

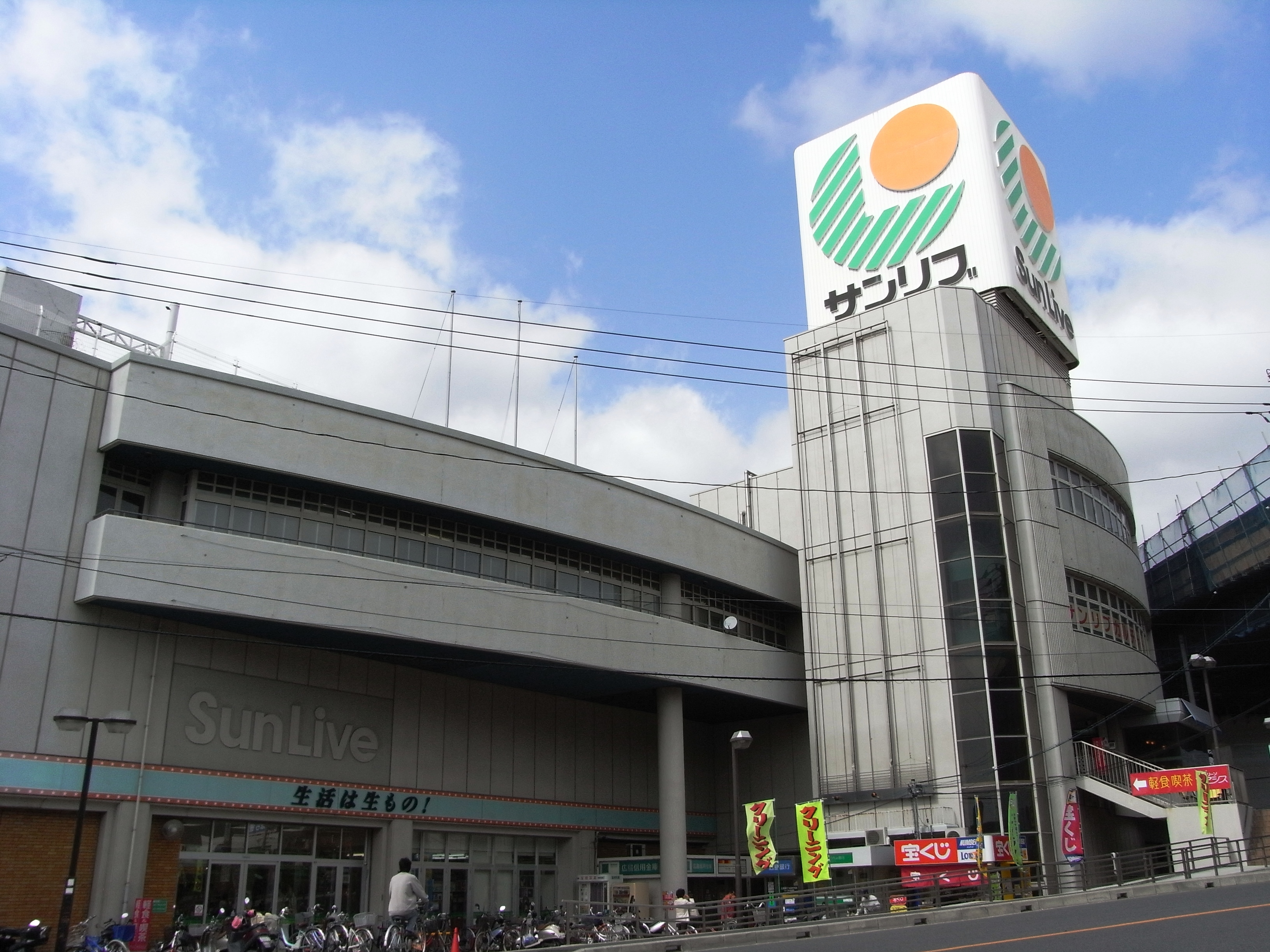
サンリブ府中（広島県安芸郡府中町）

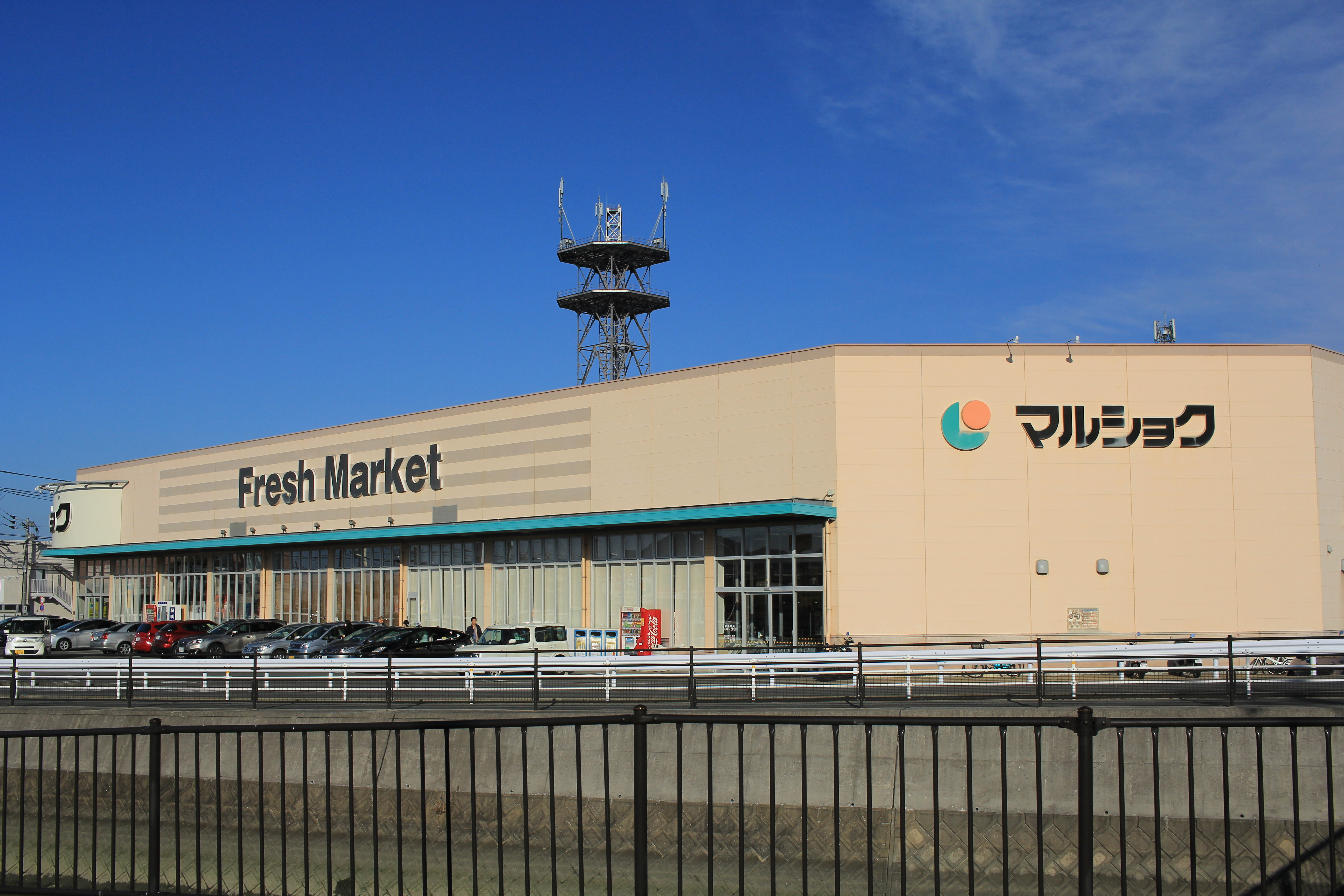
マルショク今宿（福岡県福岡市西区）

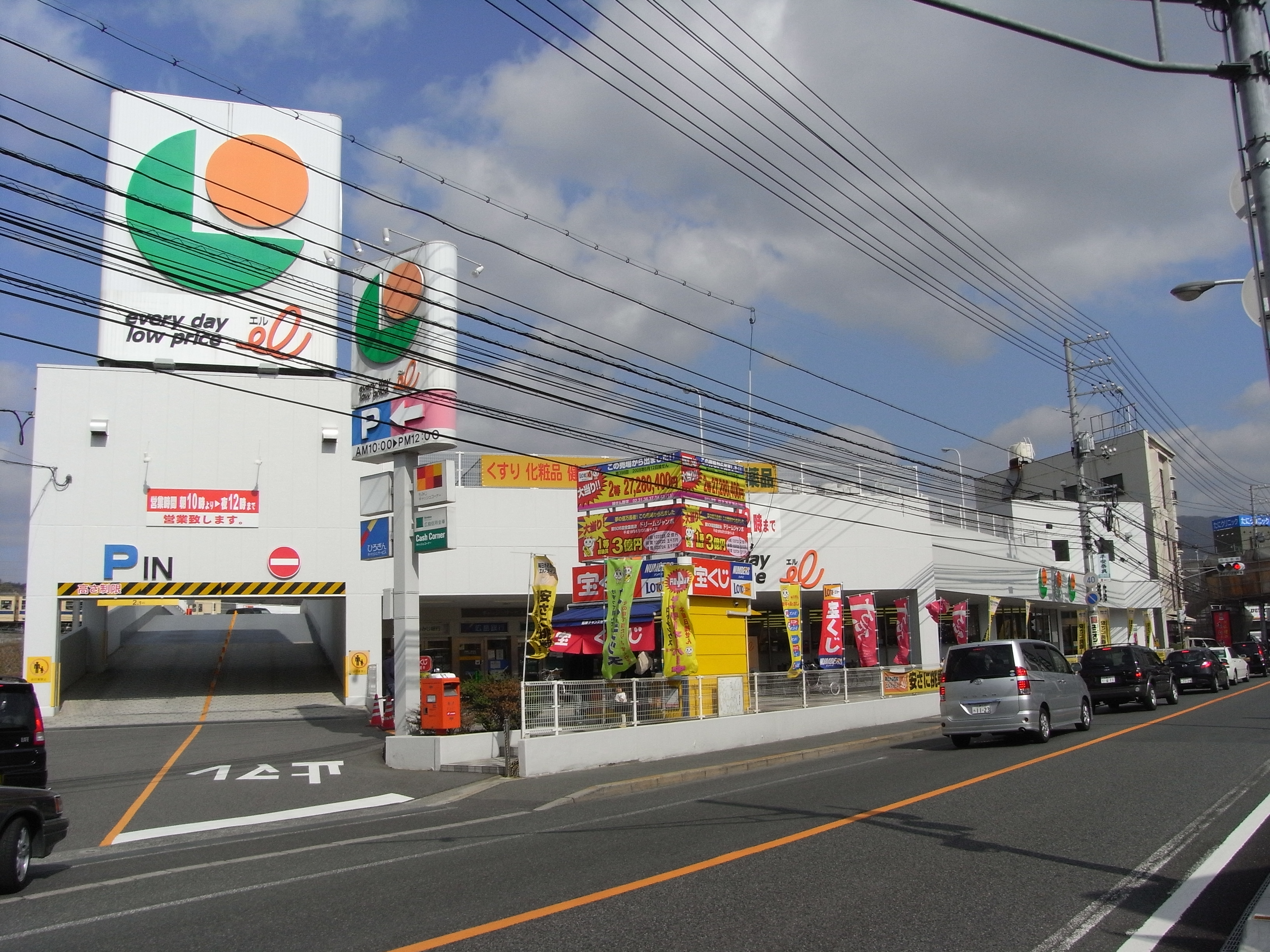
エル船越（広島県広島市安芸区）

サンリブ・マルショクグループは、共同事業体を志向して、創業者6人が、弱者の個人店舗が総員団結して共同事業体を起業化したことから由来している。その6人とは、山口県下関市の各商店で働いていた菊池済冶、菊池照市（済冶の弟）、菊池有、野村勇冶、佐藤和七、三村政一（順不同）の6名である。
その経営共同体の提案者は、菊池有氏で兄貴分の三村政一に呼びかけ、一番の年長の菊池済治をリーダーに据えて3名を核に協同経営体が発想された。もともと、零細店が共同して、大型業者に勝とうという弱者共同体理論によるものであった。そのほとんどが零細な漬物店を経営していた。なかでも、一番の年長者の菊池済冶氏は、そのトップ・リーダーとしてまとめ役となった。菊池済冶氏も、その当時、漬物店では大店であった下関市の「三浦漬物店」の大番頭として修行してきたが、1947年、大分県別府市で別府漬物佃煮有限会社（後に別府丸食）を設立して漬物業を企業化していたこともあり一番の技術集積も蓄積していたことから、1949年4月1日に山口県下関市で設立した創業会社関門食品株式会社には、創業者六人のリーダーとして、資本的、技術的にリーダーシップを発揮した。別府漬物佃煮は菊池済冶氏の個人会社であったが、一番の企業力を有しており、創業会社関門食品設立には大きな力となった。
このことから、創業については、1947年・大分県説と1949年・山口県説とがある。しかし、菊池一族が個人会社を設立した1947年を創業とする説が多数派となっており、「創業60周年」も盛大に大分県の地で行われた。
この企業体は、共同企業体であることから、合議制度による「合意形成」を基本方針として経営を立案し、社員協働体による「総員経営」を事業方針として社員の事業意欲を図って、遅くとも着実に発展した。店舗出店にあたっては、各地域単位で地域法人を造り、総合量販店として着々と面的にドミナント化した。資本金は、社員の社内貯金による社員持株が主体となって資本を増やし、しかも、店舗は社員の持分所有により多店舗化を図ってきた。
「丸食」（発祥の地である下関市）、「別府丸食」、「宇部丸食」、「広島丸食」、「北九州丸食」、「福岡丸食」、「中津丸食」、「佐伯丸食」、「大分丸食」、「中央丸食」、「宮崎丸食」、「熊本丸食」等と、地域法人が沢山できた時期もあった。
そして、創業者6人が、その地域会社の代表者を数年ごとに交代して回るという方式で、連鎖方式による出店で規模を拡大した。特に、この地域会社方式を採用した理由は、地域単位で利益を上げるという方式であり、1社が1円でも利益を出すように頑張るという事業採算方式である。しかも、社員一人一人が株主であることから、社員がすなわち経営者であるということを理念として、社員一人一人が「一商店」であるという基本的な意識があった。したがって、現場に全権限が委譲されており、店舗によって地域に合致した経営を行う地域密着主義を基本として、当時の消費者に支持され店舗の拡大につながった。元来、当社は、店舗第一主義であり流通センターも設置していない。しかし、全国に先駆けて、「サンリブ」の第1号店では、POSシステムを導入し、EOSシステムも連動することにより売れ筋商品の提案に努めてきた。
しかし、各社の経営状態に格差が生じたため、1997年からの大再編成で北九州市に本社を置く株式会社サンリブと大分県大分市に本社を置く株式会社マルショクの2社に、数年にわたり徐々に集約された。その後、構造改革の名の下に、経営方式の統合化とトップダウン方式へ移行して、「商品部」を設立し流通の「本部一括仕入れ方式」を導入し問屋の整理統合が行われ、経営形態は、ボトムアップからトップダウンへと大きく変化している。
当社は、顧客第一主義を貫くために、現場至上主義、合議による社員共同経営主義、等々と「共同経営事業方式」により起業し、繁栄してきたことから、今後の、地域密着主義がどこまで貫徹され、顧客の支持を受けるかが、注目されている。九州の地元スーパーとして「サンリブ・マルショクグループ」が、生き残れるかどうかが当面の課題であることから、一方では、創業タイプの店舗として「まるしょく屋」という店舗を展開しつつ、地域密着店舗の現代版のあり方を探求しつつ、徹底した合議制による合意形成により、遅くとも着実に総員経営を成し、成果を上げている。
サンリブ・マルショクグループ本部は、株式会社サンリブ本社に置くが、トップダウンの本部機能ではなく、現場権限委譲主義を貫いている。

## 沿革
- 1947年11月25日 - 菊池済冶氏が、大分県別府市に別府漬物佃煮有限会社（後に別府丸食）を設立した。
- 1949年4月1日 - 創業者六人が共同事業として山口県下関市に関門食品株式会社を設立した。
- 1950年 - 別府および下関市で、製品の直売を兼ねた食料品店をスタートさせ、スーパーマーケットの前身として拡張を図る。
- 1951年 - 株式会社下関丸食を設立。
- 1952年 - 下関市1号店として幸町店をオープン。
- 1954年 - 別府市1号店として行合店をオープン。
- 1989年 - 1998年 - 運営会社の再編を実施し、10年をかけて株式会社サンリブと株式会社マルショクの2社に経営統合した。
- 2005年11月1日 - 佐賀県に初進出。1号店として、サンリブ鳥栖をオープン。
- 2008年4月17日 - 鹿児島県に初進出。1号店として、マルショク大口店をオープン（旧寿屋→プラッセだいわ大口店だった店舗、2012年9月9日をもって閉店、現在はダイレックス大口店）。

### 平成28年熊本地震

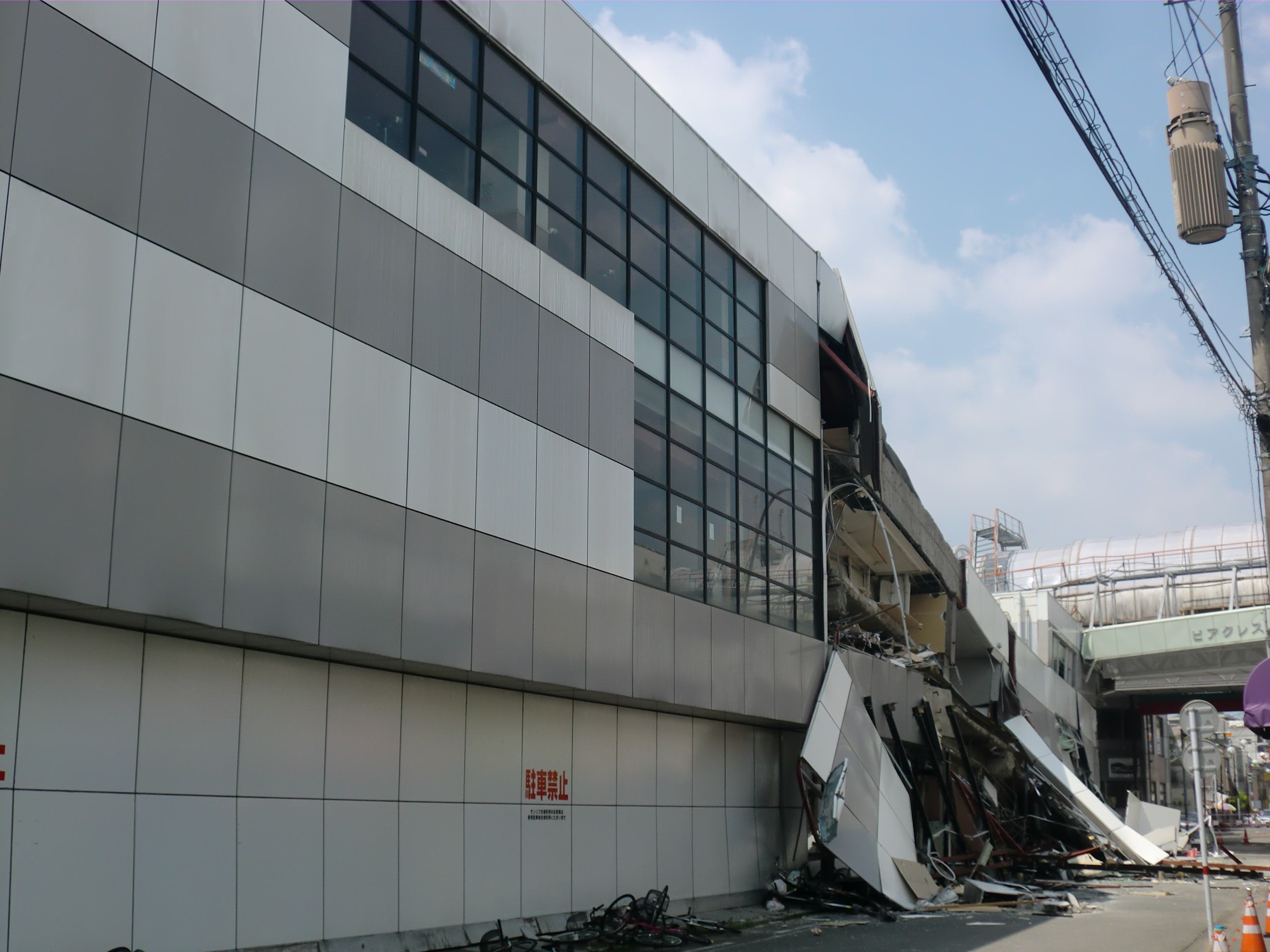
地震で半壊したサンリブ健軍店

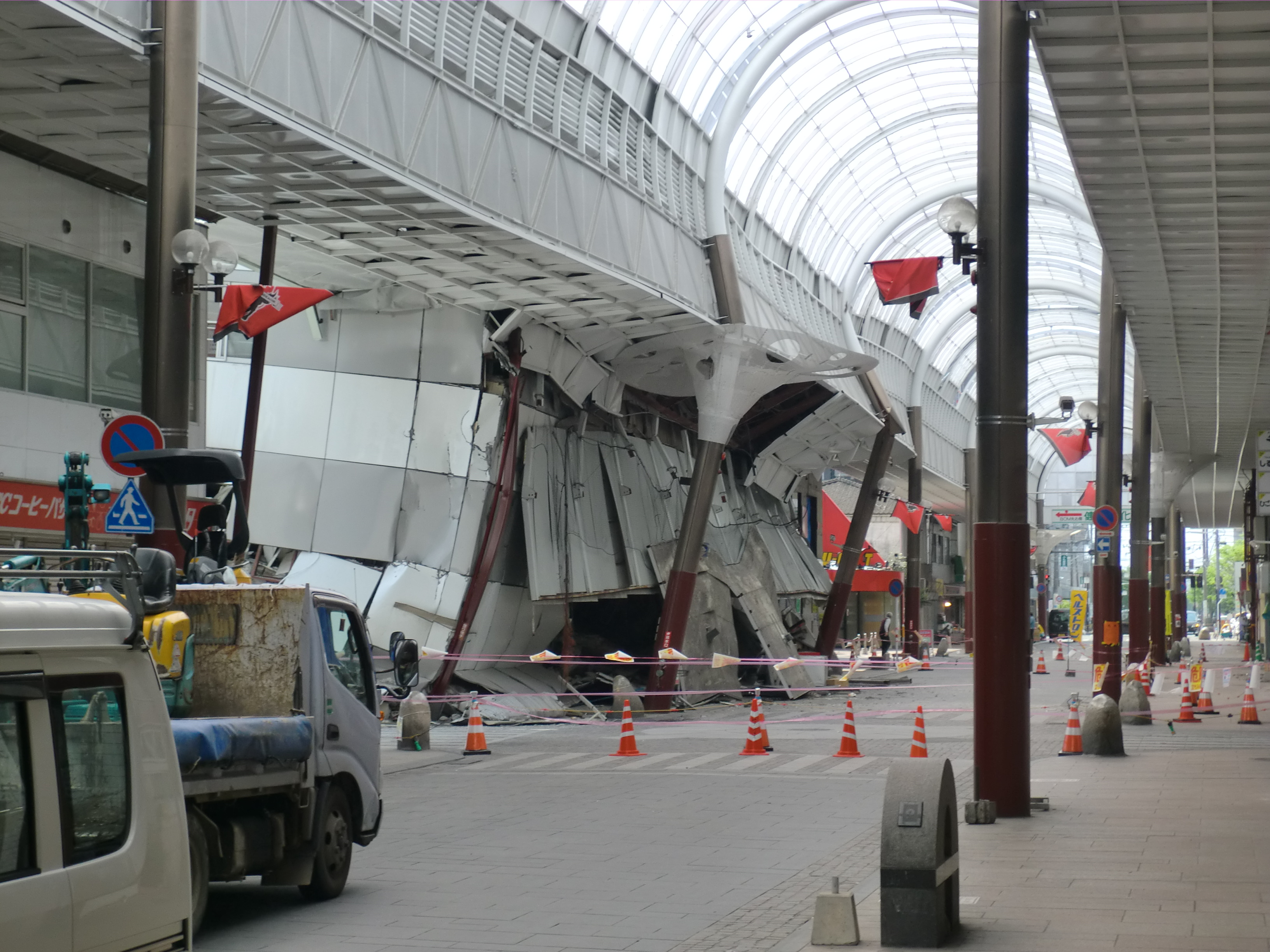
同サンリブ健軍店

- 2016年4月16日 - 4月14日に発生した平成28年熊本地震により、熊本県内の20店舗のうち15店舗が休業[1]、その内サンリブ健軍店は半壊となった[2]。
- 2016年4月17日 - 、前日まで休業していた店舗のうち8店舗（サンリブ4店舗・マルショク4店舗）が引き続き休業[3]。
- 2016年4月18日 - 前日まで休業していたマルショク3店舗（保田窪・武蔵ケ丘・江津）で営業を再開、引き続き5店舗（サンリブ4店舗・マルショク1店舗）が休業[4]。
- 2016年4月22日 - 前日まで休業していたマルショク長嶺店で営業を再開、引き続きサンリブ4店舗が休業[5]。
- 2016年5月17日・5月19日 - サンリブ健軍・サンリブ子飼・サンリブ清水の解体が決定[6][7]。
- 2016年8月27日 - 引き続き休業していたサンリブシティくまなん[8]が、同日に営業再開[9]。
- 2017年5月3日 - サンリブ子飼が「マルショク子飼」と名称を変更して再オープン[10]。地震前は3階建て（1階：食料品、2階：衣料品など、3階：日用品、100円ショップなど）だったが、新店舗は平屋（食料品のみ）となった。駐車場44台。
- 2017年8月3日 - サンリブ健軍が「マルショク健軍」と名称を変更して再オープン[11]。地震前は3階建て（1階：食料品、2階：衣料品など、3階：日用品など）だったが、新店舗は平屋（食料品のみ）となった。駐車場60台。
- 2017年9月7日 - サンリブ清水が「サンリブしみず」と名称を変更して再オープン[12]。地震前は3階建て（1階：食料品、2階：衣料品など、3階：駐車場）だったが、新店舗は平屋（食料品、衣料品など）となった。売場面積約3,032ｍ2。駐車場210台。

これにより、約1年5か月ぶりに熊本県内のグループ20店舗すべてが通常営業に戻った。

## グループ企業
- 株式会社サンリブ（本社：福岡県北九州市／管轄エリア：福岡県・佐賀県・熊本県・山口県・広島県）
- 関門食品株式会社
- 株式会社カーニバル

## かつての提携先企業
- 株式会社ベスト電器 - サンリブがベスト電器のフランチャイズに加盟し家電売場をベスト電器として運営していた。2020年1月31日にベスト電器サンリブ高須店が退店しサンリブからベスト電器のフランチャイズ店は消滅した。

## グループが運営する店舗
サンリブ（GMS）
生活提案型の店舗。食品・日用雑貨・家電・衣料などの売場、各種専門店のテナント、文化情報サービス設備を展開している。5,000m2以上規模の大規模店舗。
マルショク（SM）
生活密着・地域密着を重視する店舗。食品、衣料品や日用雑貨、書籍などの生活必需品をそろえる。1,000〜3,000m2規模の中規模店舗、商圏は半径2km内外。ただし、大分県内でサンリブ規格のような店舗をマルショクとして営業している場合がある。（例：やまなみ店）
エル（EDLP）
「every day low price」を掲げたローコストオペレーション型の店舗。従来のディスカウントストアの安さと広さに、快適なショッピング環境とサービスを兼ね備える。店舗の規模の違いによってサンリブ・エルタイプとマルショク・エルタイプの展開をしている。
サンク（SM）
小型店舗。生鮮三品（青果・精肉・鮮魚）と、日用雑貨もそろえる。商圏は半径1km程度、広さは1,000m2以下の小型店舗。FC展開も進めている。
まるしょく屋
小型店舗。創業当時をイメージして作られている店舗。
サンリブシティ（SC）
地域再開発まで含めたゾーン型店舗。食品・日用雑貨・家電・衣料などの売場、各種専門店のテナントのほか、フィットネスクラブ、カルチャースクール、レストラン、アミューズメント施設などを併設。サンリブシティくまなん（熊本県熊本市）とサンリブシティ小倉（福岡県北九州市小倉南区）の2店舗がある。2万m2以上の規模で、半径20km程度の商圏を想定している。
情報ステーション FROM
旅行販売を中心に、各専門有資格者がきめ細かなサービスを行っている。現在、サンリブ五日市・サンリブシティ小倉・サンリブ久留米・サンリブ高須・サンリブ若松・サンリブ三ヶ森・サンリブ古賀・サンリブ宗像・サンリブ苅田で展開中。

## 過去に存在したマルショク・サンリブグループの店舗
福岡県
- マルショク戸畑店（北九州市戸畑区） - 2005年ごろ閉店。
- サンリブ戸畑（北九州市戸畑区） - 2000年ごろ閉店。
- サンリブ若松（旧店舗）（北九州市若松区） - 新店開業後も1階のみ営業していたが、2000年ごろ閉店。大正町商店街の中心部に存在。
- マルショク甘木店（甘木市） - 2007年閉店。解体後、跡地はあまぎの市・駐車場（再開発予定）。福岡県だが、中津マルショクの店舗。
- マルショク大橋店（福岡市南区）
- マルショク姪浜店（福岡市西区） - 解体後、跡地はマンションとなった。
- マルショク柳川店（柳川市） - 黒字店舗だったが、店舗老朽化のために2008年5月閉店。
- サンリブ大牟田（大牟田市） - 1968年開店、2011年2月25日閉店。新栄町駅前に立地して4階建てであったが、末期は1階食料品売場のみの営業であった。現在は1階のみ介護施設。
- サンリブ筑紫野ベレッサ（筑紫野市） - 筑紫野ベレッサ内。2012年10月閉店、旧筑紫野とうきゅう。居抜きで食品売場はルミエール。
- サンリブ前原（糸島市） - 2012年7月21日閉店。旧スーパーやました。跡地はマンションが建設される予定。
- マルショク春日店（春日市） - 1990年代に閉店。旧ボウリング場→寿屋。
- マルショク小竹店（鞍手郡小竹町）
- マルショク津の熊店（行橋市） - 1995年閉店。甘木店同様に福岡県だが、中津マルショクの店舗。
- マルショク行橋店（旧）（行橋市） - 2000年ごろ閉店。縮小して再出店。甘木店や津の熊店同様に福岡県だが、中津マルショクの店舗。
- マルショクエル上津役店（北九州市八幡西区） - 2013年1月31日閉店。跡地にヤマダ電機。
- マルショク吉井店（うきは市吉井町） - 2014年8月閉店。福岡県だが、中津マルショク→マルショク（大分）の店舗。
- サンリブ瀬高（みやま市） - 店舗老朽化のため、2017年8月31日閉店。跡地はアスタラビスタ下庄店に。
- マルショク白銀店（北九州市小倉北区） - 2019年2月28日閉店。跡地は2020年7月に餃子の王将三萩野店となった。
- マルショク大畠店（小倉北区） - 1978年開店、2023年1月31日閉店。
- マルショク二島店（若松区） - 1979年開店、2023年10月31日閉店。

大分県
- マルショク行合店（別府市） - 1995年ごろ閉店。九州一号店。解体後、跡地は駐車場（一部マンション）。
- マルショク吉弘店（別府市） - 2015年閉店。数年間ドラッグウエダが出店したものの解体、跡地は什器を撤去後に駐車場となった。
- マルショク銀天街店（別府市） - 1960年ごろに中村呉服店（→中村百貨店）旧店舗に出店、1970年代に閉店。
- マルショク荘園店（別府市） - 1995年ごろ閉店。跡地に得々市場荘園店→セブンイレブン別府荘園店→ドミノ・ピザ別府市役所通り店。
- マルショク栄町店（別府市） - 1990年代に閉店。
- マルショク中浜店（別府市） - 1990年代に閉店し、駐車場に。中村呉服店（→中村百貨店）旧店舗に出店していた。
- マルショク天満店（別府市） - 2007年に閉店、解体後はコスモス薬品別府天満店に。
- マルショク鉄輪店（別府市） - 2000年に閉店、マルショクやまなみ店に移転（増床）
- マルショク春木店（旧）（別府市） - 2004年5月閉店。2007年9月、同じ場所で店舗跡の建物を一部改築して再開店。2016年2月29日再閉店。解体後跡地にマンション。
- マルショク浜脇店（旧）（別府市） - 1988年に再開発のために閉店。1991年、区画整理後の浜脇モール商店街に移転再開店。
- マルショク野口元町店（別府市） - 1990年代に閉店。甲斐ビル1階。すぐ近くに新築された富士見店に統合。現在は町内集会所。
- マルショク真光店（別府市） - 1970年代前後に原店に移転。
- マルショク原店（別府市） - 1990年代末に閉店、すぐ近くに開店した青山店に移転。
- マルショク青山店（別府市） - 賃貸契約満了のため、2013年8月31日に閉店。同年11月にダイソーが出店。なお、閉鎖直前に斜め前にマックスバリュが開業している。
- マルショク流川店（別府市）  - 1957年開店の旧本店。老朽化のため、2013年2月28日閉店。跡地にマルショク流川通り店（減床）。
- マルショク亀川店（別府市） - 1962年11月開店、2018年1月31日閉店。3階建てだが、末期は1階のみが使用されていた。跡地にローソン亀川四の湯店。
- マルショク富士見店（別府市） - 2019年8月31日閉店。跡地にローソン富士見通り5丁目店。
- マルショク別府包装センター（別府市） - 1996年に解体。
- マルショク佐賀関店（大分市） - 2005年9月閉店。
- マルショク浜町店（大分市） - 2007年4月閉店。すぐ近くに春日店があるが、2店舗併存していた。
- マルショク中島店（大分市） - 2016年6月30日閉店。
- マルショク中央町店（大分市） - 現在はダイソー大分本店。
- マルショク明野店（大分市） - 2000年8月閉店、跡地にパチンコ店。サンリブ明野に移転（増床）
- サンク大道店（大分市） - 2006年7月閉店、跡地にマクドナルド。マルショク東大道店に移転（増床）
- マルショク上野店（大分市） - 2005年ごろ、土地区画整理に伴い移転。大道店と統合してマルショク東大道店に。
- サンリブ鶴崎（大分市） - 解体後、跡地にマルショク鶴崎店（減床）
- マルショク八幡店（大分市） - 2000年ごろ閉店。跡地にセブンイレブン大分八幡店。
- マルショク南大分店→エル南大分（大分市） - 2013年7月15日閉店。旧大分ジャスコの居抜き。同年10月にミスターマックスが出店。
- サンリブ日出（日出町） - 2001年3月閉店。数年後、跡地にマルショク日出店（減床）になって営業を続いていたが2023年5月31日に再び閉店した。跡地にマクドナルド日出店。
- マルショク杵築店（杵築市） - 1999年に閉店、98年開店のサンリブ杵築に統合。建物は解体せずに杵築市役所となる。
- マルショク山香店（杵築市） - 1990年代に閉店。
- マルショク高田店（豊後高田市） - 2001年7月閉店。解体後、跡地に駐車場。
- マルショクミスターマックス中津店（中津市） - FC店舗。ミスターマックス中津店の生鮮食料品取扱い終了により閉店。
- マルショク三重店（豊後大野市） - 2001年1月閉店。建設中の赤嶺バイパス開通後に移転して再開店を計画中。
- マルショク高洲店（津久見市） - 2007年6月閉店、マルショク津久見店に移転（増床）、マルミヤストア高洲店が居抜き出店。
- マルショク臼杵本町店（臼杵市） - 2001年3月閉店。2007年、解体後の跡地にまるしょく屋八町大路店（減床）。
- マルショク日田川原町店（日田市）
- マルショク竹田駅前店（竹田市） - 1995年ごろ閉店。近くに竹田本町店がある。
- マルショク玖珠店（玖珠町） - 2010年9月30日閉店。隣接するホームセンターサンクスヤと合わせてHIヒロセが居抜き出店。
- マルショク青江店（津久見市） - 2010年12月31日閉店。
- マルショク羽屋店衣料館（大分市） - 2013年10月閉店。衣料品と生活用品、ダイソーのみの店舗。明林堂書店が居抜き出店。
- マルショク羽屋店（大分市） - 2019年6月30日閉店。
- マルショク森町店（大分市） - 2014年1月31日閉店。サンリブ鶴崎閉鎖後の鶴崎地区の旗艦店であった。
- マルショク富来店（国東市） - 2005年ごろ閉店。居抜きで地場の衣料品店が営業している。
- マルショク西大分店（大分市） - 2017年10月31日閉店。解体後の跡地にセブンイレブン大分王子西町店。
- まるしょく屋八町大路店（臼杵市） - 2019年8月31日閉店。
- マルショク石垣店（別府市） - 跡地に焼肉なべしま別府店。
- マルショク鶴見店（別府市） - 跡地にドラッグストアモリ鶴見店が建設中
- マルショク春日店（大分市） - 跡地にローソン大分東春日店。
- サンク若草（別府市）
- マルショク高田店（大分市）
- マルショク判田店（大分市）
- マルショク佐伯店（佐伯市）
- マルショク長浜店(大分市)ー跡地にローソンとマルショクのハイブリッド店として再出店。
- マルショク日出店（日出町）－2023年5月31日閉店。跡地にマクドナルド日出店。

熊本県
- サンリブ山鹿（山鹿市） - 2000年ごろ閉店。2009年に改築後、レッドキャベツが入店したが2013年に閉店。
- サンリブシティくまなん「スイング館」（熊本市） - 2007年12月閉店、そして解体。現在はフィットネスクラブレフコ、焼肉店、整形外科、駐車場となっている。※「ライフ館」は引き続き営業中。
- サンリブ水前寺（熊本市） - 2007年2月閉店、旧大洋デパートショッピングセンター水前寺店。解体。跡地にマンション。
- サンリブ八代（八代市） - 2007年閉店、旧ユニード。解体後、跡地にマルショク八代店（減床）
- マルショク新地店（八代市） - 2011年閉店。末期はまるしょく屋となっていた。居抜きで葬祭場。
- マルショク玉名店（玉名市） - 1997年閉店、2002年解体。現在空き地。玉名市が国道208号に面した一部を購入したが、利用法は決まっていない。
- マルショク本妙寺店（熊本市） - 閉店時期不明。閉店後10年以上空き状態だったが、現在は解体され跡地にはセブンイレブン。
- マルショク大津店（大津町） - 1990年代に閉店。跡地にセブンイレブン。
- マルショク泗水店（旧）（旧泗水町） - 2002年ごろ閉店、近隣に新築移転（増床）。旧泗水駅併設。居抜きでアパンダ→鶴丸市場スーパー菊屋→黒潮市場。

宮崎県
- サンリブ日向（日向市） - 2000年8月閉店。跡地にラーメン店とパチンコ店駐車場。
- マルショク佐土原店（旧佐土原町） - 2000年代前半に閉店。居抜きでスーパードラッグコスモスが営業していたがその後解体されその跡地に現在はマクドナルドが営業している。
- サンリブ宮崎（宮崎市）2007年閉店。老朽化のために解体後、跡地にマルショク中央通店（減床）、近隣に補完店舗としてカリーノ宮崎店が開店。
- マルショク門川店（門川町） - 2007年閉店。2010年にダイレックスが居抜き出店。
- マルショク芳士店（宮崎市） - 2006年8月閉店。
- マルショク吉村店（宮崎市） - 1990年代後半に閉店。居抜きで寿屋くらし館吉村店→着物店→宮崎リコー（現：リコージャパン宮崎支社）本社→解体され、更地→マンション
- マルショク大塚店（宮崎市） - 2008年閉店。居抜きでダイレックス。
- マルショク大坪店（宮崎市） - 2010年5月31日閉店。解体後、ディスカウントドラッグコスモス。
- マルショクカリーノ宮崎店（宮崎市） - 2012年8月閉店。カリーノ宮崎地階、旧宮崎寿屋百貨店の食品売場。居抜きでラディッシュセブン（惣菜中心のスーパー）。
- マルショク恒久店（宮崎市） - 2012年3月閉店。ベスト電器と合築の大型GMS。解体後にトライアルが出店。
- マルショク日南店（旧）（日南市） - 1999年7月閉店。空き店舗。2004年に近隣の寿屋サピア日南店→プラッセだいわサピア日南店跡に再出店（増床）。
- マルショクエル高鍋店 （高鍋町） - 2011年8月28日閉店。隣接してサンリブ高鍋ジョイアス店がある。数年間に亘り隣接してマルショクが2店舗営業していた。
- マルショク日知屋店（日向市） - 閉店時期不明。解体後、セブンイレブン日向新生町店となった。
- サンリブ新富店(新富町) - 閉店時期不明。長年そのまま空き店舗で残されていたが、居抜きで業務スーパー新富店として2024年5月2日にオープン。

鹿児島県
- マルショク大口店（伊佐市） - 寿屋→だいわの建物、2012年9月閉店。居抜きでダイレックスが営業。

山口県
- マルショク幸町店（下関市） - 1990年代に閉店。本州一号店。解体後、クリニック及び調剤薬局となっている。
- マルショク山の田店（下関市） - 山の田ショッピングプラザへの出店。1995年閉店。居抜きでレッドキャベツが出店。2017年8月閉店→解体。
- マルショク唐戸店（下関市） - サンリブへ屋号変更してカラトピアに移転。
- マルショク新下関店（下関市） - 1990年代に閉店。後にサンキュードラッグが出店。
- サンリブ東駅（下関市） - 2015年に閉店。2018年から施設を解体し始め、同市に本社を置くサンデン交通の東駅地区再開発事業の一環として、2019年11月にマルショクの屋号でココカラファインと共に再出店。
- サンリブシーモール店（下関市） - シーモール下関の核テナントの一つだったダイエー下関店の撤退に伴い後継テナントの食品売場として、2010年11月19日に開店。リニューアルの一環として、2018年7月31日閉店。後にはマックスバリュが居抜き出店。
- サンリブおのだ店 (山陽小野田市) -おのだサンパークの核テナントだったゆめタウン小野田の後継テナントの食品売場として、2019年6月21日に開店。2021年12月31日閉店。後継はフードウェイおのだサンパーク店が居抜き出店。
- マルショク宇部店 (宇部市)- 昭和町1丁目4-7　2000年代に閉店。現在はクリニックとなっている。

広島県
- マルショク皆実町店（広島市）
- マルショク世羅店（世羅町） - 1997年12月閉店。
- マルショク五日市店（広島市佐伯区） - 2009年10月に閉店、サンリブ五日市に統合。スーパーマーケット「デイリンク」が居抜き出店。

## テレビCM

### サンリブ・マルショク共通版
1970年代後半には藤本房子が歌うテーマソング（ちょっとそこまでお買い物）に載せたアニメCMを制作・放送していた。
その後、上記の曲を使ったCMはサンリブ地区では2000年代まで流れなくなっている（後述）。
1990年代から2000年代初期には、マルショク・サンリブグループの共通CMとして従来のスーパーマーケットのCMにとらわれない個性的なCMを複数制作している。当時はDate of Birthの楽曲を多く使用していた。
2010年代には、「ちょっとそこまでお買い物（1970年代のオリジナル版）」を再び使ったCMを制作している。1970年代に採用していたキャラクターを現代風にアレンジしたアニメにリメイクしたもので、内容は電子マネーやクレジットカード・ポイントシステムの宣伝がメインとなっている。

### サンリブ地区
1980年代に放映されていた「ちょっとそこまでお買い物」をアレンジしたものを採用しており、父の日編や均一祭などで改変されたパターンもある。

### マルショク地区
熊本県域民放でマルショク社が運営する大型ショッピングセンターサンリブシティくまなんの特売CMが放映される。またテレビ熊本（TKU）やくまもと県民テレビ（KKT）にて熊本県内にあるマルショク・サンリブ全店舗対象の「7の市」（毎月7・17・27日に実施）や「並び市」（毎月11日・22日に実施）などの特売CMも放映されている。
大分県域民放では1970年代より「ちょっとそこまでお買い物」や「マーちゃん」が出演するCMがリニューアルされつつ現在に至るまで放送されている。その他、並び市や商品の特売CMも流れる。なお、サンリブ製作の福岡地区と共通のCMも使われている。

## かつて放映されていたテレビCM

### サンリブ地区
消費者の印象に残るコマーシャルを打つ企業として知られる。地元では、会社よりも「あのCM」という知られ方をされることも多い。

#### 主な特徴
- 不思議な映像に印象的なコピーを被せる。
- 日用品を扱うスーパーでありながら、商品、安さ、店の存在を前面に打ち出さない。
- 一見して理解できない内容で注意を引く。
- ひとつのCMを何年にも渡って続ける。
- 会社名は最後に一瞬出すだけである。
- Date of Birthの曲をよく使う。

#### 代表作
- 『生活は生もの。』
  - 全部で5パターン（卵、水、玉ねぎ、曲がったきゅうり、じゃがいも）ある。このフレーズはグループのキャッチコピーであり、以前は通常CMとしてよく放送されていたが、現在は後述のポイントカード兼用クレジットカードのCMに置き換わっており、放送されていない。
  - ※なお、2007年で60周年を迎えたことをうけ、同年3月から再び放映されていた。
- 『女の一生。バレンタイン。』
  - バレンタインデー催事売り出しの宣伝。階段を「チヨコレイト」という言葉とともに女性が駆け上がっていく。小学生→セーラー服→OL→ウエディングドレス→割烹着という流れで「女性の一生」を再現しているCM
- 『食べたり着たりは、○○ことだ。〜生活は生もの。〜』
  - アニメーションによるCM。「ワカメ」（･･･ありがたいことだ。）、「ボス猿」（･･･大変なことだ。）、「アダムとイブ」（･･･大事なことだ。）「自転車」（･･･うれしいことだ。）など約4 - 5パターンあり、それぞれ使用される楽曲が異なる。
- 『人は、知らないうちに、もったいないことをしているものだ。』
  - 三洋信販の子会社・ポケットカード（旧・マイカルカード）と提携した「くらしらくカード（サンリブ社の管轄エリアのサンリブ・マルショク各店舗で利用できるポイント機能がついたクレジットカード。一部の店舗とマルショク社の管轄エリアの店舗では使用できない）」の宣伝。最近は催事以外の通常CMとしてはこのCMが頻繁に流されている。また、グループでは毎月10日を「くらしらくカードの日」としており、このときは『人には時々、ドバっといきたくなるときがある。』というフレーズに置き換えたCMが放送される。
- 熊の家族が登場する各種催事大売出し告知

など。

## プライベートブランド
ユニー、イズミヤ、フジ・リテイリングとの共同プライベートブランドである「StyleOne（スタイルワン）」「PrimeOne （プライムワン）」を販売している。
過去はサンリブ単体でプライベートブランド「くらしらく」を販売していた。

## その他
- サンリブ地区とマルショク地区ではセール日も異なる。また、くらしらくカードはサンリブ地区のみ利用可能。
- 経営破綻した旧寿屋の居抜き店舗が多くみられる（鳥栖、サンパークあじす、餅ヶ浜、佐伯〈旧寿屋予定地〉、サピア日南、カリーノ宮崎、大口）。
- 福島県会津地方を地盤とするスーパー「リオン・ドール」の旧社名「ライオン堂」時代のロゴは、このサンリブ・マルショクグループのロゴの形から色までほぼ同じであった。
- 山口県長門市のショッピングセンター『WAVE（ウェーブ長門）』はかつての「ながとプラザ」から複数の店舗が集まった複合施設であるが、核テナントはサンリブ長門店であり、建物にはWAVEとサンリブ、ヤマダ電機のロゴが取り付けられている。